# Adolf Wach
Adolf Eduard Ludwig Gustav Wach (født 11. september 1843 i Culm, død 4. april 1926 i Leipzig) var en tysk retslærd, svigersøn af Felix Mendelssohn Bartholdy, farfar til Joachim Wach.
Wach blev Dr. jur. 1865, 1868 privatdocent i Königsberg, 1869 ordentlig professor i Rostock, 1871 i Tübingen, 1872 i Bonn, 1875 i Leipzig, hvor han samtidig virkede som syndicus ved universitetet og som hjælpedommer ved landsretten. "Wachs overlegne og sikre Intelligens, hans klare og skarpe Tanke, hans Værkers Aandfuldhed og Dybde, hans mesterlige Fremstillingsevne skaffede ham Navn som en af Nutidens største og førende Retslærde", ifølge Frantz Dahl. Han debuterede som kirkeretshistorisk forfatter, men førtes hurtigt ind på processuelle og senere strafferetlige studier; som processuel forfatter havde han ingen medbejlere.
Efter det grundlæggende habilitationsskrift Der Arrestprocess in seiner geschichtlichen Entwickelung, I. Der italienische Arrestprocess (1868) fulgte de geniale Vorträge über die Reichs-Civilprocess-Ordnung (1879, 2. udgave 1896), den berømte, ufuldendte Handbuch des deutschen Civilprozessrechts, I (1885), Der Feststellungsanspruch (1889), Die Mündlichkeit im österreichischen Civilprozess-Entwurf (1895), Zur Lehre von der Rechtskraft (sammen med Paul Laband, 1899), Grundfragen und Reform des Zivilprozesses (1914) foruden en række mindre arbejder.
Sammen med Wilhelm Kisch, Albrecht Mendelssohn Bartholdy og Max Pagenstecher udgav Wach Das Zivilprozessrecht der Kulturstaaten, I—II (1923—24). Som strafferetslærer tilhørte Wach kriminalisternes højre fløj; typiske eksempler på hans videnskabelige metode og syn er de glimrende skrevne Die Reform der Freiheitsstrafe (1890) og Die kriminalistischen Schulen und die Strafrechtsreform (1902). Wach var medudgiver af og medarbejder ved kæmpeværket Vergleichende Darstellung des Deutschen und Ausländischen Strafrechts. I Tysklands kirkelige liv og i Leipzigs musikliv spillede Wach en førsterolle.